# ر
‎（阿拉伯语：‎）是阿拉伯字母中的第10個字母，屬於太陽字母。

## 概要

### 字源
源於腓尼基字母𐤓，與希伯來字母「ר」、希臘字母的「Ρ」、拉丁字母的「R」和西里爾字母的「Р」同源。與「ز」的差別僅在點的有無。

### 讀音
在現代標準阿拉伯語中發音為齒齦顫音/r/。

### 字體變化
依據字母在詞語位置的不同，其書寫形式也會有所變化：
| 在词语中的位置：        | 独立 | 尾部 | 中部 | 首部 |
| ----------------------- | ---- | ---- | ---- | ---- |
| 誊抄体： （显示异常？） | ر‎    | ـر‎   | ـر‎   | ر‎    |
| 波斯体： （显示异常？） | ر‬    | ـر‬   | ـر‬   | ر‬    |